# Confine tra Italia e San Marino

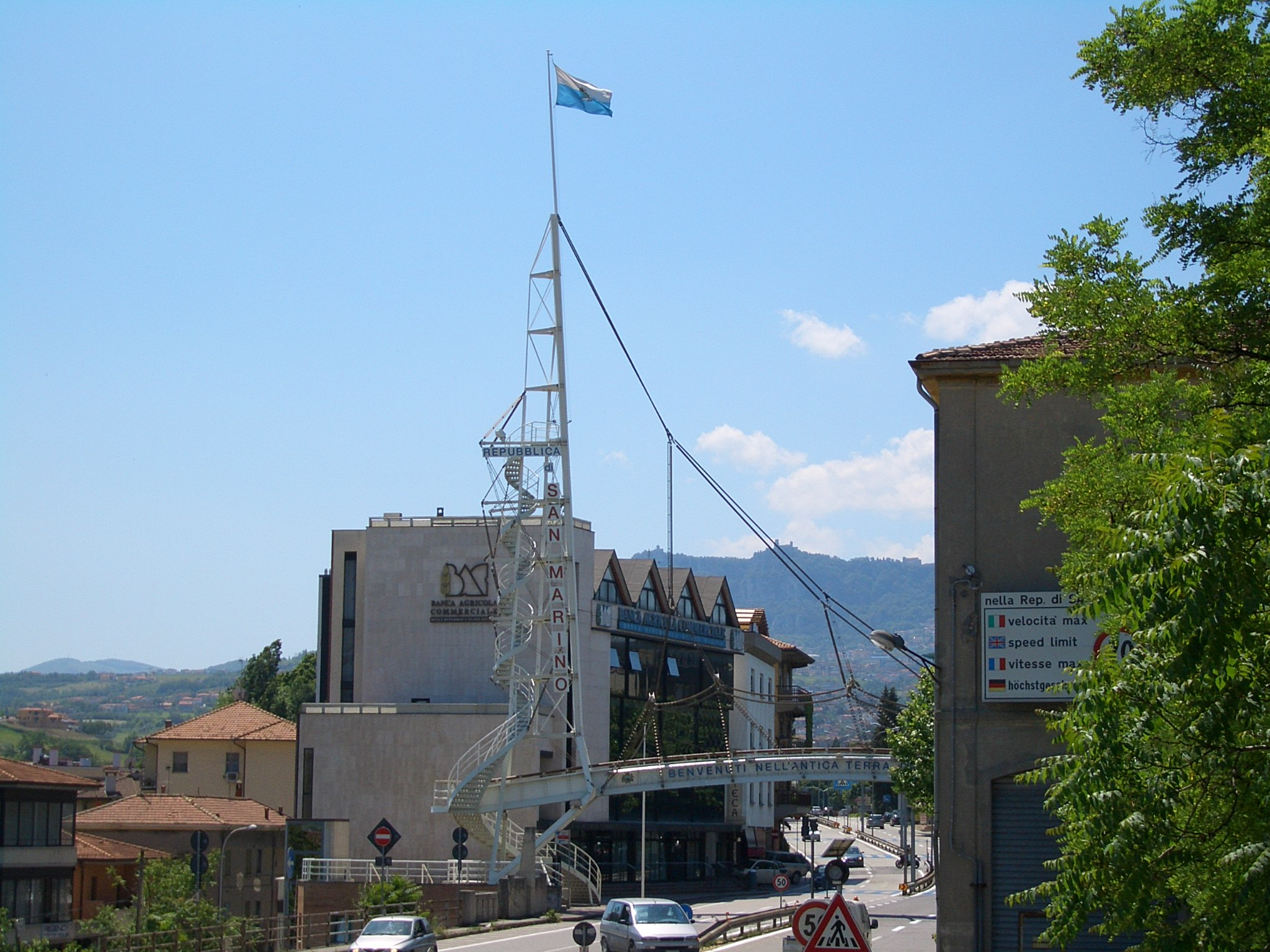
Ingresso in San Marino a Dogana

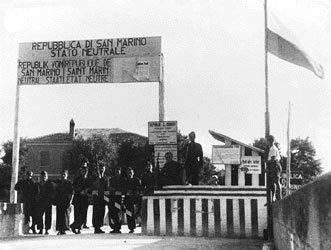
La Repubblica di San Marino proclama la sua neutralità durante la seconda guerra mondiale

Il confine tra l'Italia e San Marino è lungo 39 km. Non è stato più modificato dal 1463, cioè dopo i patti di Fossombrone, trattato di pace a conclusione della Guerra sammarinese tra San Marino e i Malatesta di Rimini. Il confine di stato, inoltre, è un confine esterno dell'Unione europea. Grazie a trattati tra Italia e San Marino, al confine non ci sono controlli doganali, in quanto San Marino è stato compreso nello spazio doganale italiano.

## Caratteristiche
San Marino è un'enclave all'interno dei confini dell'Italia collocata tra l'Emilia-Romagna (provincia di Rimini) e le Marche (provincia di Pesaro e Urbino).
Il confine tra Italia e San Marino divide tra i due stati la valle del Rio San Marino, tributario del Marecchia; poi il confine di stato divide la valle dell'Ausa tra Dogana (curazia di Serravalle) e Cerasolo (frazione di Coriano). Il confine di stato divide quindi l'alta valle del Marano, nei pressi del castello di Faetano, tra la sponda ovest sammarinese e quella est italiana.
Il confine è controllato da parte sammarinese dalla Guardia di Rocca, mentre la Guardia di Finanza è spesso presente nei pressi del confine di stato tra Dogana e Cerasolo per reprimere l'evasione fiscale.

## Valichi
- Cerbaiola - SP 2 di Mercatino Conca → Mercatino Conca (PU)
- Gualdicciolo - SP 15ter diramazione Gualdicciolo → Torello di San Leo (RN)
- Ventoso - SP 32 di San Marino → Verucchio (RN)
- Dogana - Strada statale 72 di San Marino → Cerasolo Ausa, frazione di Coriano (RN)
- Pianacci - SP 86 di Cà Micci → Cà Micci di Sassofeltrio (RN)
- Caladino - SP 89 Strada Leontina → Agenzia Stazione di San Leo (RN)
- Faetano - SP 131 Tre Ponti → Montescudo (RN)